# Euryalus und Nisus

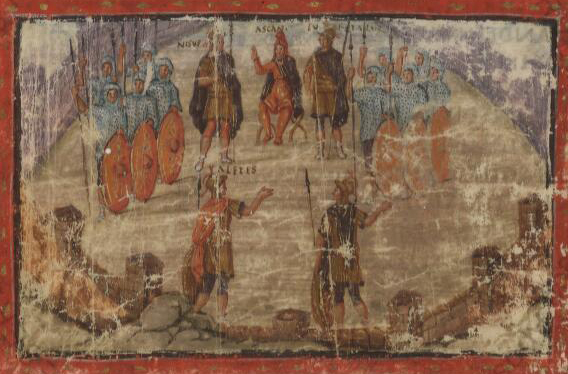
Euryalus und Nisus im Vergilius Vaticanus, Codex Vat. Lat. 3225, f. 73v

Euryalus und Nisus sind zwei Figuren aus der Aeneis, dem römischen Epos Vergils (1. Jahrhundert v. Chr.). Sie sind Begleiter des Helden Aeneas. Nisus ist der Sohn des Hyrtacus, Euryalus der Sohn des Opheltes (seine Mutter stammt aus dem Geschlecht des Priamos). Beide sind Erfindung des Vergil, sie begegnen nicht in Homers Ilias.
Als Freundespaar tauchen sie zunächst im fünften Buch der Aeneis während der Wettkämpfe im Rahmen der Leichenspiele für Anchises auf, in Buch 9 dann als Wachsoldaten unter der Führung des Aeneas, in dem sie durch den Wunsch nach Ruhm bewegt, das Lager der Rutuler angreifen.

## Hintergrund

### Auftritt in Buch 5 derAeneis
Bei den Totenspielen zu Ehren des Vaters Anchises begibt sich Aeneas, nach Wettkämpfen zur See, zu einer Rennbahn. Vergil lässt als erste von den trojanischen und scianischen Wettläufern Euryalus und Nisus dort eintreffen und beschreibt diese kurz (286–302). Schließlich hält Aeneas eine Rede, in der er allen Teilnehmern Geschenke verspricht (303–314). Schon zu Beginn des Rennens gelingt es Nisus die Führung zu übernehmen, und direkt hinter ihm folgen Silius und als dritter Euryalus. Bis zum Ende kann Nisus seine Position halten, rutscht dann aber unglücklich auf einer Blutlache aus und stürzt. Seinen Gefährten Euryalus nicht vergessend, reißt er den näher kommenden Silius mit zu Boden und sorgt so für den Sieg des Freundes (314–347). Der über die List erzürnte Salius beschwert sich über den durch Betrug errungenen Sieg des Euryalus, der jedoch wegen seiner schönen Gestalt von Sanktionen verschont bleibt. Weil Salius zur Besänftigung ein Löwenfell erhält, verlangt auch Nisus, dem der Sieg ebenfalls durch ein Unglück entrissen wurde, eine Belohnung und erhält daraufhin einen Schild (348–361).

### Auftritt in Buch 9 derAeneis
Von Juno beeinflusst, greifen Turnus und die Rutuler die trojanische Burg in der Abwesenheit des Aeneas an. Doch die Wachen der trojanischen Tore, Nisus und Euryalus, wollen nicht tatenlos zusehen. Nisus, der Sohn des Hyrtacus, kann geschickt mit Speer und Pfeil umgehen und sein Gefährte Euryalus ist der schönste aus Aeneas’ Gefolge (176–187). Weil bekannt ist, dass die Rutuler unaufmerksam sind und ihr Lager nicht stark bewacht ist, schmiedet Nisus den Plan, die Rutuler anzugreifen und so zu Aeneas zu gelangen. Euryalus will sich diesem Plan anschließen, was Nisus aber wegen der großen Gefahr, allerdings ohne Erfolg, zu verhindern versucht (188–223). So eilen die beiden zu der Versammlung der trojanischen Führer und bitten um die Erlaubnis dieses Unterfangen durchzuführen (224–245).
Aletes und Ascanius, der Sohn des Aeneas, stimmen dem Plan zu und bekunden Vertrauen und Zuversicht in Nisus und Euryalus (246–280). Der junge Euryalus bittet schließlich noch Ascanius, sich um seine Mutter zu kümmern, falls er von diesem Unternehmen nicht zurückkehre (280–307), bevor die beiden von ihren Freunden zum Tor geführt schließlich wohlbewaffnet aufbrechen (308–313).

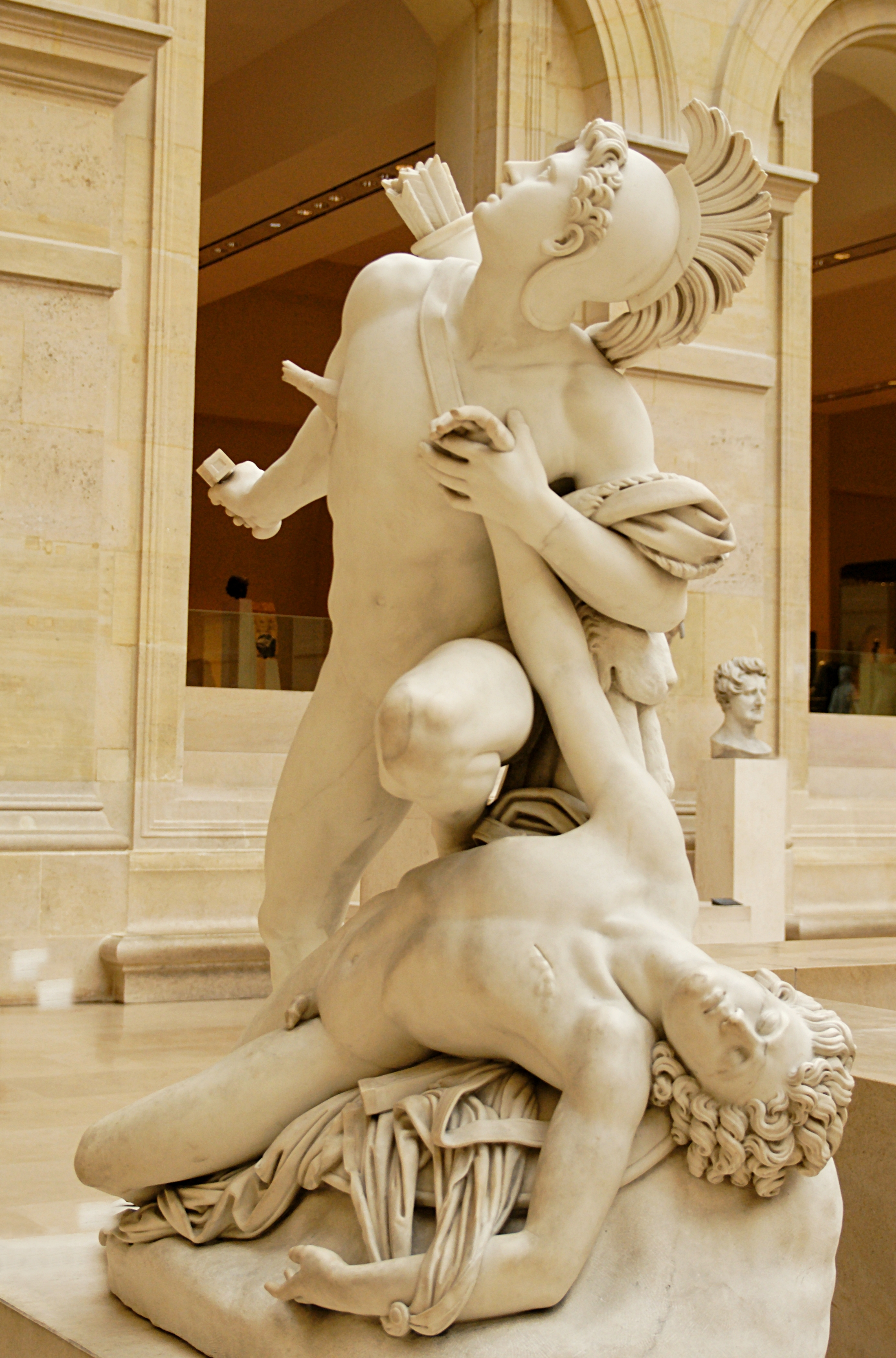
Jean-Baptiste Roman: Nisus und der Leichnam des Euryalus. 1827. Louvre

Überwältigt von Mordlust richtet das Freundespaar ein Blutbad im feindlichen Lager an, bevor sie sich der Beute widmen: Euryalus nimmt sich den Harnisch des Rhamnes, sein Wehrgehenk und setzt sich den Helm des Messapus auf. Als sie sich aus dem Lager schleichen wollen (314–366), werden sie durch den im Mondlicht funkelnden Helm des Euryalus vom latinischen Reitertrupp unter Führung des Volcens entdeckt. Auf dem Fluchtweg wird der junge Held durch seine Beute behindert und gefasst, während Nisus entkommen kann. Erst später stellt dieser den Verlust des Freundes fest (267–398), will ihm zu Hilfe eilen und vernachlässigt dabei seine Mission, Aeneas schnellstmöglich über die Lage zu informieren (399–402). Nach einem Bittgebet an Diana (403–409) tötet Nisus zunächst den Sulmo (410–415) und dann auch den Tagus auf grausame Weise (416–419). Verzweifelt attackiert Volcens den hilflosen Euryalus (420–424), woraufhin Nisus alle Schuld auf sich nimmt und sich zu erkennen gibt (425–430). Doch die Hoffnung, so Euryalus’ Leben zu retten, erfüllt sich nicht; sein Tod durch das Schwert des Volcens (431–434) wird mit einer gepflückten Blume und dahinsinkenden Mohnstauden verglichen (435–437). Auch Nisus wird nun getötet und stirbt – im Tode vereint – über dem reglosen Euryalus (438–445). Vergil apostrophiert beide als „glücklich“ und setzt ihnen – und sich selbst – in seinem Werk ein ewiges Denkmal (446–449).
Im Lager der Rutuler werden die Opfer des jungen Heldenpaares entdeckt (450–458); ein neuer Tag beginnt mit der Gefechtseinstimmung des zornigen Turnus (459–464) und dem demonstrativen Aufspießen der Köpfe der beiden Jünglinge (465–467). Die über den doppelten Verlust trauernden Aeneaden positionieren sich (468–472). Es folgt eine eindringliche Wehklage der Mutter des Euryalus (473–497), danach wird sie von der Menge weggeführt (498–502).

## Charakterisierung bei Vergil

### Euryalus
Euryalus wird in Buch 5 als junger Mann beschrieben, der sich durch seine Schönheit und Jugendfrische auszeichnet. Im Wettkampf zeigt sich die innige Beziehung zu seinem Freund Nisus. In Buch 9 wird er in seiner Funktion als Torwächter vorgestellt. Auch hier ist er der Gefährte des Nisus und wird als der schönste junge Mann aus Aeneas’ Gefolge beschrieben. Euryalus ist der Sohn des Opheltes und von diesem schon in jungen Jahren zum Krieger ausgebildet worden. Als es darum geht das Lager der Rutuler anzugreifen, gilt sein einziges Interesse dem drohenden Tod und dem lockenden Ruhm, den er sogar über sein Leben stellt. So sieht er Aeneas als sein Vorbild und damit die „magnanimitas“ (Hochherzigkeit, seelische Größe) als seine Pflicht an.

### Nisus
Nisus, der Sohn des Hyrtaces, wird in Buch 5 als Teilnehmer der Wettläufe eingeführt. Er zeichnet sich aber nicht nur durch sein Talent, sondern vor allem durch seine aufrechte Liebe zu Euryalus aus. Wie Euryalus tritt er in Buch 9 als Torwache und mutiger Krieger auf. Die Jägerin Ida soll ihn Aeneas gesandt haben, da er ein ausgezeichneter Speerkämpfer und Bogenschütze ist. Durch seine Reden, die immer länger sind als die seines Freundes, offenbart sich seine größere Sachkenntnis, seine Lebenserfahrung und sein argumentativer Charakter.

## Forschungsfragen
Als Forschungsfrage diskutiert wird vor allem die Art der Beziehung zwischen Nisus als älterem und Euryalus als jüngerem der beiden jugendlichen Helden. Viele Paare sowohl aus dem Mythos (Heracles und Hylas, Achill und Patroclus, Jupiter und Ganymed, Apoll und Hyacinthus, Athis und Lycabas), als auch aus der Geschichte lassen sich (punktuell) zum Vergleich anführen (Harmodios und Aristogeiton, Alexander und Hephaistion, Hadrian und Antinoos). – Entscheidend ist das jeweils gebrauchte Vokabular: Liebe zueinander (nicht nach der Jagd und zum Kampf) wird ausdrücklich als solche bezeichnet, nicht nur innige Freundschaft.
Aufschlussreich ist das von Vergil nach Platon gezeichnete (Ideal-)Bild des Heldenpaares im Sinne der päderastischen Liebe: Charakterisierung als erastés (Nisus) und erómenos bzw. paidiká (Euryalus). Dabei muss die Frage geklärt werden, ob es sich um ein solch pädagogisch-päderastisches Verhältnis oder um praktizierte Homosexualität handelt.
Die Ehegesetzgebung des Augustus und Vergils Haltung könnten aus diesen Abschnitten in Beziehung gesetzt werden. 
Schließlich stellt sich die Frage nach der Beurteilung der bisweilen auch als separates Epyllion betrachteten Passage  in Hinblick auf die ganze Aeneis. Dabei ist der letztliche Misserfolg der nächtlichen Expedition aus verschiedenen Perspektiven, der des Heldenpaars selbst und der Lager der Rutuler bzw. der Trojaner, zu analysieren. Das Ende der jungen Helden verweist auf den Tod derer, die sich künftig an Beuterüstungen allzu sehr erfreuen. Schließlich gelten Nisus und Euryalus als Beispiele für römische Tapferkeit.

## Nisus und Euryalus in den homerischen Epen
Die Nisus- und Euryalus-Episode ist angeregt durch die Dolonie im 10. Gesang der Ilias. Auch in dieser Passage geht es um zwei Helden, die in der Nacht ein feindliches Lager überfallen und ein Blutbad anrichten. Die Begebenheit, dass Ascanius den beiden jungen Männern viele wertvolle Geschenke verspricht, ist vor allem aus dem 9. Buch der Ilias entwickelt.
Euryalus ist nicht nur aus der Aeneis als Wettkämpfer bekannt, sondern auch aus der Ilias und Odyssee. Der homerische Euryalus war für Vergil eine geeignete Vorlage, da er in der Ilias ebenfalls eine enge Beziehung zu Diomedes hat. Als schöner junger Mann steht der vergilianische Euryalus aber nach J. Dingel der Figur aus der Odyssee näher. Wie auch Nisus aus der Aeneis möchte Diomedes sich um seinen Gefährten kümmern und wünscht sich dessen Sieg. Außerdem erhält Nisus, wie Diomedes in der Dolonie, ein Löwenfell. In der Odyssee ist Nisus mit Odysseus vergleichbar.
Weil die zwei Figuren von Vergil wohl von Anfang an als Paar erschaffen wurden, ist der Name Nisus wohl passend zu Euryalus hinzugedichtet worden. So sind die beiden Namen komplementär zueinander. Der Name Euryalus bedeutet „weites Meer“. Daher erscheint der Name Nisus, den auch der megarische König trug, der in einen Seeadler verwandelt wurde, passend. Die Vorstellung eines schnellen Raubvogels entspricht die Darstellung Vergils von Nisius als Schnellläufer und Jäger. Außerdem gehörte der Name auch einer homerischen Nebenfigur, dem Vater des Amphinomos, einem Freier der Penelope. Nisus ist nach vergilianischer Vorstellung der Sohn des Hyrtacus, der aus Homers Ilias als Herrscher über den Hellespont bekannt ist. Wegen dieser Verbindung sind in ihm Züge des homerischen Hyrtaciden Asios, dem Sohn des Hyrtacus, zu erkennen. Denn auch ihm und seinem Gefährten wird, wie Nisus und Euryalus, seine Unbesonnenheit zum Verhängnis.
Von den Helden der homerischen Dolonie unterscheidet sich Nisus aber durch das Motiv des amor und den Verzicht auf materiellen Gewinn. Auch sind in der homerischen Dolonie die erwünschten Späher nicht, wie bei Vergil, anwesend. Wie ihre Vorbilder in der Ilias werden Nisus und Euryalus zwar mit Waffen ausgestattet, bevor sie sich ins Lager der Rutuler aufmachen, in der Ilias wird dies aber durch zwei Wappnungsszenen mit dem Motiv des Waffentauschens/Schenkens dargestellt. Bei Vergil entfällt diese Darstellung und wird auf den ideellen Wert beschränkt, da die beiden als Wachposten bereits gewappnet sind. Auch wissen in der Dolonie Diomedes und Odysseus, als sie ins thrakische Lager eindringen, was sie dort unternehmen werden. Bei Vergil hingegen geschieht alles aus dem Augenblick heraus.

## Rezeption
Die vielfältige literarische Rezeption erstreckt sich von der augusteischen Zeit, insbesondere über die Kaiserzeit des 1. Jh. n. Chr., bis der Stoff schließlich in der beginnenden italienischen Renaissance (Dantes Inferno 1; Boccaccios Amorosa visione, Canto 8 wieder aufgegriffen und seitdem in englischen (Lord Byrons Paraphrase von Vergils Aeneis 9, 176–449 in seinen Hours of Idleness) und deutschen Werken (Hölderlins Übersetzung von Aeneis 9, 176–318; Johann Gottfried Seume spottet über diese Verse in seinem Spaziergang nach Syrakus im Jahre 1802) gelegentlich benutzt wird. Zumeist handelt es sich allerdings um sehr knappe, jedoch eindrucksvolle Verarbeitungen bzw. Verweise auf die besondere Freundschaft des jungen Heldenpaares, so zum Beispiel bei Ovid in drei Gedichten seiner Exilselegien/Tristien (1, 5; 1, 9; 5, 4). Seneca betont v. a. den fortwährenden Ruhm des Dichters (ep. mor. 21). Das mythologische Kompendium des Hyginus reiht die innige Freundschaft in einen Katalog solcher Berühmtheiten ein und erwähnt die Siegespreise ihres Wettlaufs, wobei er sich ausschließlich auf die Episode der Leichenfestspiele in Vergils Aeneis 5 bezieht.
Die beiden Epiker Statius und Silius Italicus imitieren die Apostrophe zum Tod des Heldenpaares bzw. die Sphragis des Poeten, aber auch die unsportliche Laufszene, die jedoch infolge der gegenseitigen Zuneigung entschuldigt wird (vgl. dagegen Cicero, de officiis 3, 42). Ausonius, im 4. Jahrhundert n. Chr., rekurriert kurz auf ihre Freundschaft in zwei Briefen an Paulinus (ep. 24 und 27). Darüber hinaus befassen sich zwei Epigramme des Codex Salmasianus/Anthologia Latina (36 und 65) mit der Mutter des Euryalus bzw. mit dem Wert der Freundschaft. Enea Silvio Piccolominis Novelle Historia de duobus amantibus/Eurialus et Lucretia stellt Nisus als treuen Gefährten des Euryalus dar.
In der bildenden Kunst der Antike wird das Freundespaar Euryalus und Nisus gelegentlich auf Vasen, Mosaiken und in der Wandmalerei dargestellt. In der nachantiken Kunst ist das Motiv außerordentlich selten, eins der wenigen Beispiele ist die Skulptur „Nisus und Euryalus“ (1827) des französischen klassizistischen Bildhauers Jean-Baptiste Roman (1792–1835).

### Lexikon-Artikel
- Richard Wagner: Euryalos 7). In: Paulys Realencyclopädie der classischen Altertumswissenschaft (RE). Band VI,1, Stuttgart 1907, Sp. 1317.
- Wilhelm Kroll: Nisos. In: Paulys Realencyclopädie der classischen Altertumswissenschaft (RE). Band XVII,1, Stuttgart 1936, Sp. 759 f.

### Aufsätze
- G. E. Duckworth: The Significance of Nisus and Euryalus for Aeneid IX-XII, 129–150, in: American Journal of Philology (= AJP) 88 (1967).
- P. G. Lennox: Virgil’s Night-Episode Re-examined (Aeneid IX. 176-449), 331–342, in: Hermes 105 (1977).
- A. Parry: The Two Voices of Virgil’s Aeneid, 66–80, in: Arion II 4 (1963); vgl. Ndr. in S. Commager (Hrsg.): Virgil, A collection of critical essays, New York 1966, 107–123.
- E. Potz: Fortunati ambo. Funktion und Bedeutung der Nisus/Euryalus-Episode in Vergils ‘Aeneis’, 325–334, in: Hermes 121 (1993).

### Kommentare/Monographien
- J. Dingel: Kommentar zum 9. Buch der Aeneis Vergils, Heidelberg 1997.
- P. Hardie: Virgil. Aeneid. Book IX, Cambridge 1994.
- N. Horsfall (Hrsg.): A Companion to the Study of Virgil, Leiden et al. 1995, 170–178.
- G. N. Knauer: Die Aeneis und Homer. Studien zur poetischen Technik Vergils mit Listen der Homerzitate in der Aeneis, Göttingen 1964 (Hypomnemata. Untersuchungen zur Antike und zu ihrem Nachleben, Heft 7).
- Tilman Schmit-Neuerburg: Vergils Aeneis und die antike Homerexegese. Untersuchungen zum Einfluss ethischer und kritischer Homerrezeption auf Imitatio und Aemulatio Vergils, Berlin/New York 1999 (Untersuchungen zur antiken Literatur und Geschichte, Band 56).
- Werner Suerbaum: Vergils „Aeneis“. Epos zwischen Geschichte und Gegenwart, Stuttgart 1999.
- R. D. Williams: The Aeneid of Virgil, Vol. I, Books 1–6, London 1972.

### Homosexualität
- S. Lilja: Homosexuality in Republican and Augustan Rome, Helsinki 1983.
- J. F. Makowski: Nisus and Euryalus. A platonic relationship, 1–15, in: The Classical Journal 85 (1989).
- E. Hartmann: Homosexualität. In: Der Neue Pauly (DNP). Band 5, Metzler, Stuttgart 1998, ISBN 3-476-01475-4, Sp. 703–707.